# Matyášova brána
Matyášova brána je slavnostní vstupní brána do Pražského hradu ze západu, z I. na II. nádvoří. Podle latinského nápisu byla dokončena v roce 1614 za vlády císaře Matyáše I., odtud i její pojmenování. V současnosti je za jejího architekta považován Ital Giovanni Maria Filippi. Brána bývá považována za nejstarší pražskou světskou barokní architekturu.

## Historie
Vlastní brána vznikla zřejmě ještě na objednávku Rudolfa II. a Matyáš ji doplnil jen štukovým nápisovým polem v nástavci. Před branou se tehdy, v místech dnešního I. nádvoří, nacházel hradní příkop, který odděloval Pražský hrad od dnešního Hradčanského náměstí a budovy správce pokladu a zbrojnice.
Za architekta brány je v literatuře na základě slohového rozboru shodně považován Giovanni Maria Filippi.
V průběhu tereziánských přestaveb Pražského hradu podle plánů císařského architekta Nicolo Pacassiho byla původně volně stojící brána zakomponována do nových křídel. Zároveň byl zasypán hradní příkop a zbourány budovy před bránou, takže vznikl dnešní čestný dvůr a slavnostní mříž, oddělující I. nádvoří od Hradčanského náměstí. K vybourání pater levého křídla a vybudování Sloupové síně došlo až v letech 1927-1930 podle návrhu architekta Jože Plečnika.

## Popis

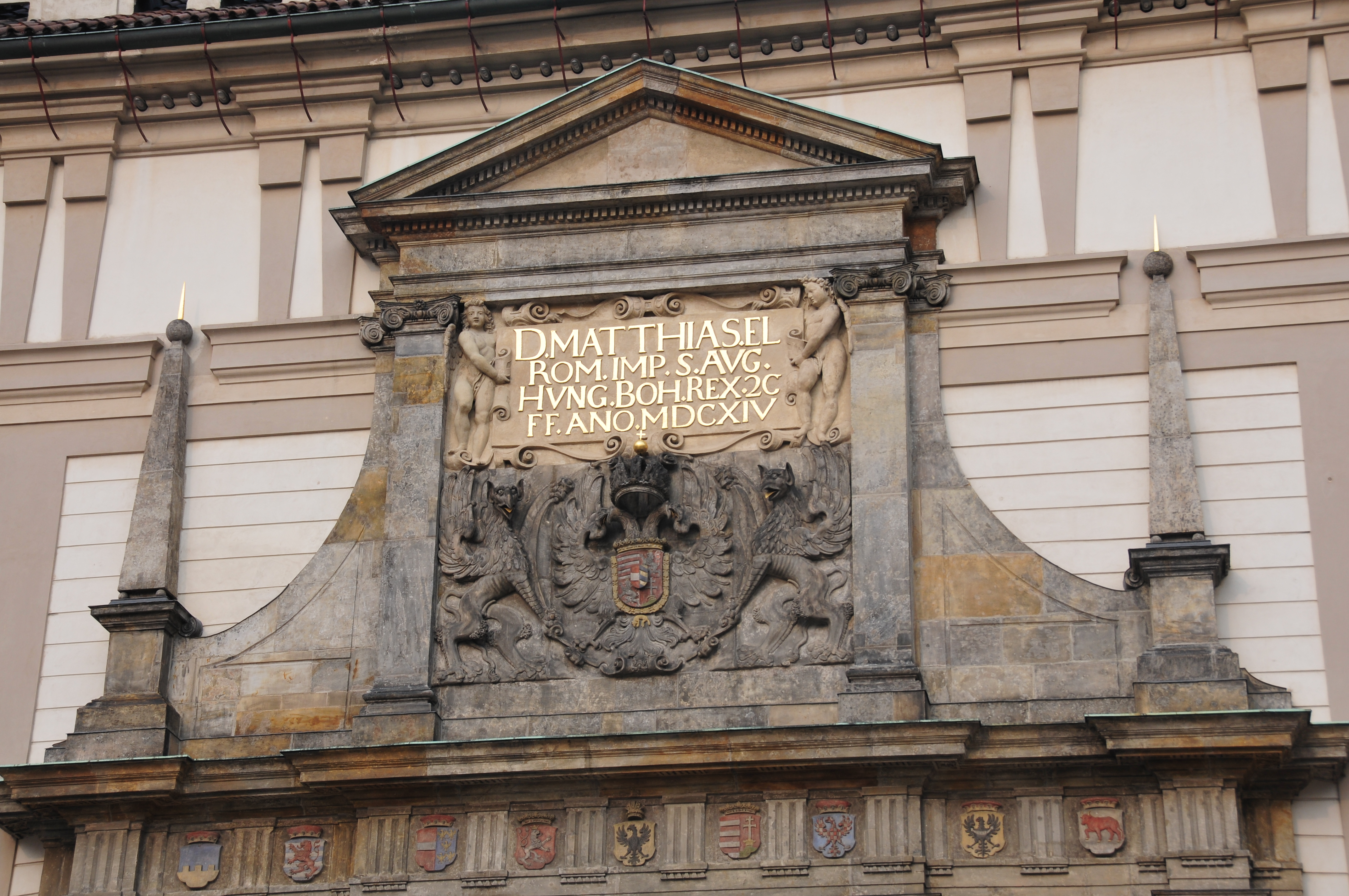
Detail plastické výzdoby štítu

Brána je pojata jako antikizující vítězný oblouk se dvěma menšími vchody, se čtvercovými okny nad nimi a s velkolepým nástavcem se dvěma obelisky po stranách. Nápisové pole v horní části nástavce je na rozdíl od ostatních částí brány, které jsou kamenné, provedeno pouze ze štuku. Byl proto vysloven předpoklad, že brána je ve skutečnosti o několik let starší (pravděpodobně provedena ještě na objednávku Rudolfa II.) a z roku 1614 pochází pouze štukové pole.
Architektura brány je provedena velmi vynalézavým a nezvyklým způsobem, což se projevuje i ve zvláštní práci s řádovou superpozicí. Spodní část je řešena v rustikovém řádu, který je však kombinovaný s řádem toskánským. dórské kladí obsahuje v metopách vlysu znaky dědičných habsburských zemí (zleva: Horní Lužice, Lucembursko, Rakousko, Čechy, rodová orlice, Uhry, Morava, Slezsko, Dolní Lužice). Nástavec je v jónském řádu.
Brána je členěna důmyslně rytmizovanými rustikami (3-2-3-2). Paradoxní je též umístění spodní trojice klenáků na oknech nad bočními vchody. Těmito formálními hříčkami brána nepochybně patří ještě rudolfinskému manýrismu. Celkovým vyzněním a monumentalitou však průčelí Matyášovy brány náleží již také baroku a představuje tak jednu z prvních světských barokních staveb na území Čech.
Nápis nad branou zní:
D[ominus] Matthias El[ectus] Rom[anus] Imp[erator] S[emper] Aug[ustus] Hung[ariae] Boh[emiae] Rex etc. F[ieri] F[ecit] An[n]o MDCXIV
tj. česky „Pan Matyáš zvolený římský císař vždy rozmnožitel říše, uherský, český král atd. dal udělat roku 1614“.
V současnosti je brána zakomponována do vstupního křídla Nového královského paláce Pražského hradu. Z průchodu Matyášovy brány se vpravo vstupuje přes Pacassiho schodiště do reprezentativních prostor Hradu a vlevo do Sloupové síně, odkud se vstupuje přes galerii do Španělského sálu.